# Schönbach (Rhénanie-Palatinat)
Pour les articles homonymes, voir Schönbach.
Schönbach est une municipalité de la Verbandsgemeinde Daun, dans l'arrondissement de Vulkaneifel, en Rhénanie-Palatinat, dans l'ouest de l'Allemagne.